# Proboscidieni
Probosciea este un ordin taxonomic care cuprinde cele mai mari mamifere terestre din lume. Ordinul cuprinde o singură familie în viață, Elephantidae, și alte câteva familii dispărute.

## Caracteristici generale
- Prezența unei trompe mari și flexibile, ca extensie a nasului și a buzei superioare;
- Dimensiuni uriașe( până la 6 m înălțime și masa de 5 t);
- O piele dură, groasă, neacoperită cu păr;
- Ureche externă mare și subțire.

## Clasificarea
Proboscidea
incertae sedis †Moeritheriidae
†Moeritherium
†Plesielephantiformes
†Numidotheriidae
†Phosphatherium
†Daouitherium
†Numidotherium
†Barytheriidae
†Barytherium
†Deinotheriidae
†Chilgatherium
†Prodeinotherium
†Deinotherium
Elephantiformes
incertae sedis †Hemimastodon
†Palaeomastodontidae
†Palaeomastodon
†Phiomiidae
†Phiomia
Elephantimorpha
incertae sedis †Eritreum 
†Mammutida (mastodonți)
†Mammutoidea
†Mammutidae
†Eozygodontinae
†Eozygodon
†Mammutinae
†Zygolophodon
†Mammut
Elephantida 
†Gomphotherioidea
†Gomphotheriidae (gomphotheres)
incertae sedis †Gnathabelodon
incertae sedis †Progomphotherium
incertae sedis †Afromastodon
†Choerolophodontinae
†Choerolophodon
†Gomphotheriinae
†Gomphotherium
†Amebelodontinae
†Archaeobelodon
†Serbelodon
†Protanancus
†Amebelodon
†Platybelodon
incertae sedis †Sinomastodon
incertae sedis †Eubelodon
†Rhynchotheriinae
†Rhynchotherium
†Cuvieroniinae
†Cuvieronius
†Stegomastodon
†Haplomastodon
†Notiomastodon
Elephantoidea
incertae sedis †Tetralophodon
incertae sedis †Morrillia
incertae sedis †Anancus
incertae sedis †Paratetralophodon
†Stegodontidae
†Stegolophodon
†Stegodon
Elephantidae
†Stegotetrabelodontinae
†Stegotetrabelodon
†Stegodibelodon
Elephantinae (elephanți și mamuți)
†Primelephas
Loxodontini
Loxodonta
Elephantini
†Palaeoloxodon
Elephas
†Mammuthus